# Escapology
Albums de Robbie Williams
Swing When You're Winning
(2001) Live at Knebworth
(2003)
Escapology est le cinquième album studio de Robbie Williams.

## Titres
| No  | Titre                                             | Durée |
| --- | ------------------------------------------------- | ----- |
| 1.  | How Peculiar                                      | 3:13  |
| 2.  | Feel                                              | 4:23  |
| 3.  | Something Beautiful                               | 4:48  |
| 4.  | Monsoon                                           | 3:46  |
| 5.  | Sexed Up                                          | 4:21  |
| 6.  | Love Somebody                                     | 4:10  |
| 7.  | Revolution                                        | 5:54  |
| 8.  | Handsome Man                                      | 3:56  |
| 9.  | Come Undone                                       | 4:38  |
| 10. | Me and My Monkey                                  | 7:12  |
| 11. | Song 3                                            | 3:50  |
| 12. | Hot Fudge                                         | 4:08  |
| 13. | Cursed                                            | 4:01  |
| 14. | Nan's Song (titre caché : How Peculiar (reprise)) | 15:42 |

### Extraits officiels
- Feel
- Come Undone
- Something Beautiful
- Sexed Up